# Hieracium cremnanthes
Hieracium cremnanthes es una especie de planta con flor del género Hieracium, de la familia Asteraceae, orden Asterales.

## Distribución
Hieracium cremnanthes se distribuye por Escocia.

## Taxonomía
Fue descrita científicamente por (F. Hanb.) Pugsl. Fue publicada en J. Bot. 79: 179 (1942).